# Bairro Pite (Stadtteil)
Bairro Pite ist ein Stadtteil der osttimoresischen Landeshauptstadt Dili. Er liegt im gleichnamigen Suco (Verwaltungsamt Dom Aleixo, Gemeinde Dili).

## Lage
Bairro Pite befindet sich im Nordosten vom Suco Bairro Pite. Grob liegt der Stadtteil zwischen der Avenida Nicolau Lobato im Norden, der Avenida Hudi-Laran im Süden, dem Fluss Maloa im Osten und dem Stadtteil Hudilaran im Westen. In etwa kann man die Aldeias Transporte Air Timor, Laloran, Licarapoma, Frecat, Rio de Janeiro und Hale Mutin. Der Stadtteil liegt in einer Meereshöhe von 18 m. Teile von Bairro Pite sind noch unbebaut.

## Einrichtungen

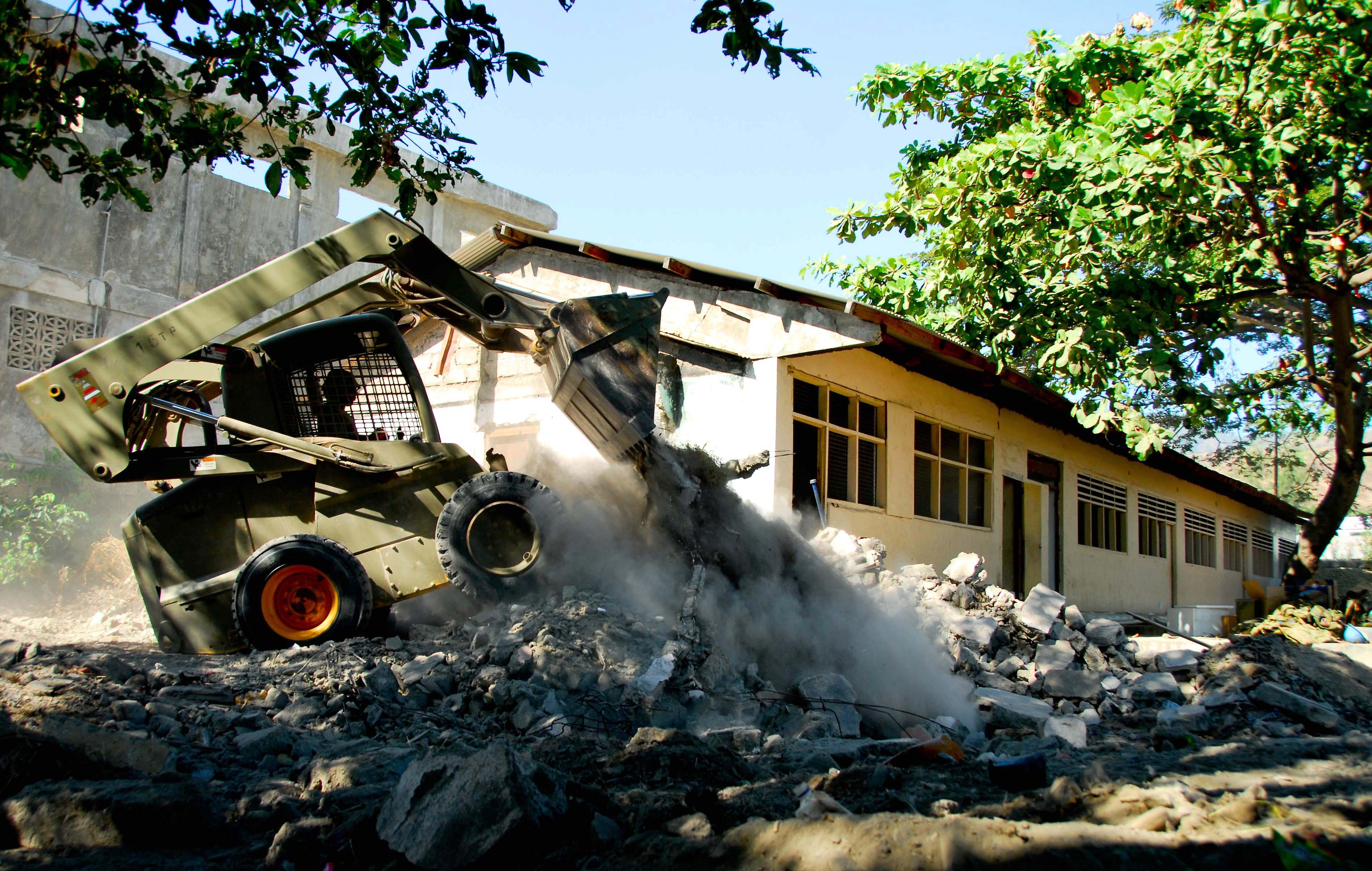
Aufräumarbeiten an der Grundschule von Bairro Pite

Nahezu den gesamten Norden der Aldeia Transporte Air Timor nimmt das Gelände des Palastes des Staatspräsidenten ein. Früher befand sich hier der Heliport Dilis. Im Osten der Aldeia liegt die vom US-Amerikaner Dan Murphy gegründete Bairro Pité Clinic. Zuvor war hier ein indonesisches Militärkrankenhaus.
In Rio de Janeiro befindet sich die Grundschule Escola Primaria No. 4 Bairro Pite.